# Рододендрон жёстковолосистый
Рододе́ндрон жёстковолоси́стый (лат. Rhododéndron hirsútum) — кустарник родом из Центральной Европы, вид рода Рододендрон (Rhododendron) семейства Вересковые (Ericaceae).

## Ботаническое описание

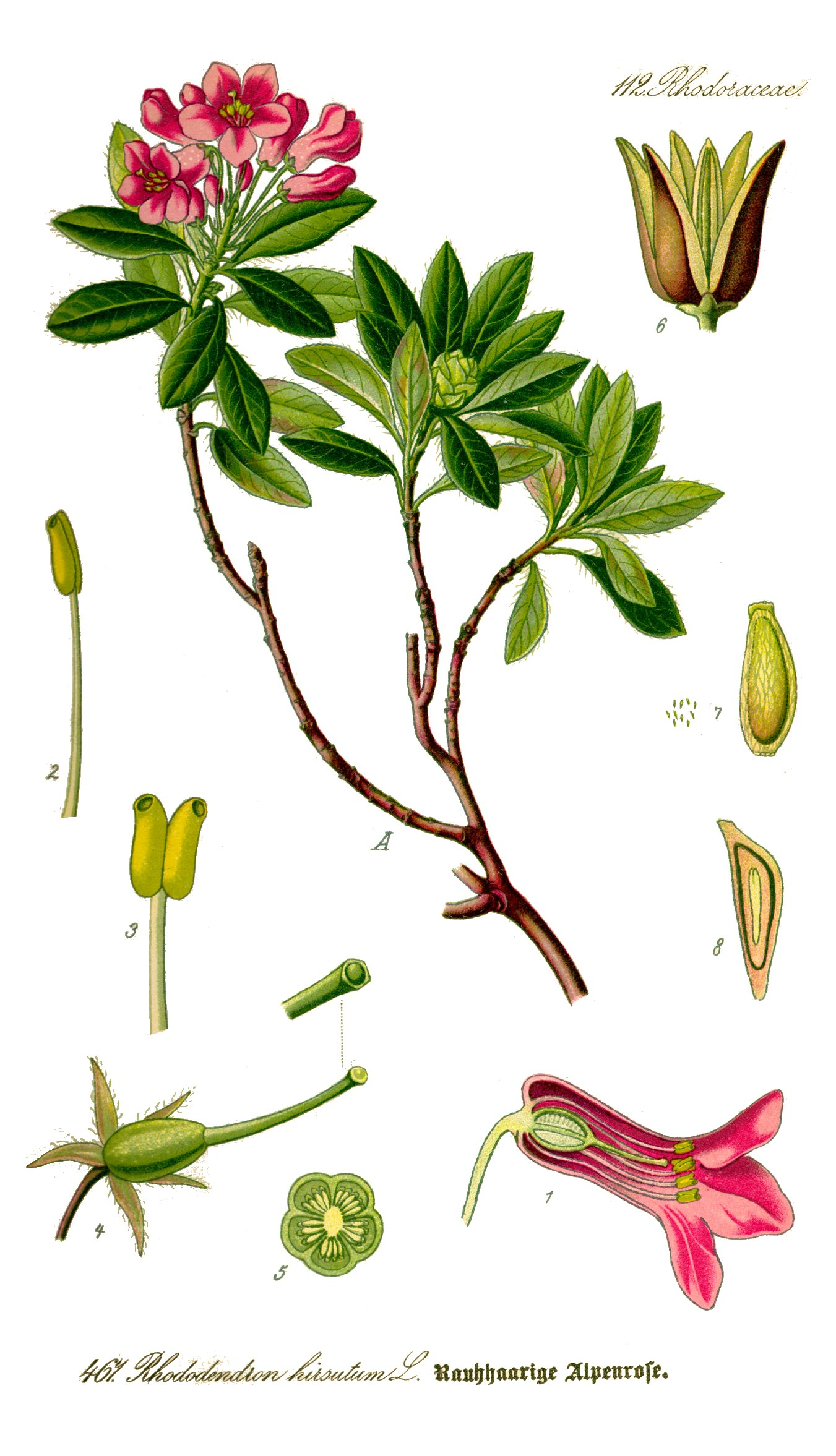

Рододендрон жёстковолосистый — ветвистый вечнозелёный кустарник, обычно не превышающий 1 м в высоту. Молодые веточки мелкочешуйчатые.
Листья широкообратнояйцевидные, с цельным реснитчатым краем, верхняя поверхность тёмно-зелёная, голая и блестящая, нижняя — с многочисленными золотисто-жёлтыми чешуйками.
Соцветие зонтиковидное. Венчик колокольчатый, ярко-розовый, лепестки около 1,5 см длиной, с внешней стороны опушённые и мелкочешуйчатые. Чашечка небольшая, разделённая на узкотреугольные чашелистики, мелкочешуйчатая. Тычинки в количестве десяти, в нижней части опушённые. Завязь пятигнёздная.
Плод — продолговато-шаровидная мелкочешуйчатая коробочка около 6 мм длиной.

## Экология
Альпийский кустарник, произрастающий на каменистых почвах, часто в присутствии Pinus mugo, Juniperus, Erica carnea и Calamagrostis varia на высоте до 1800 (изредка — 2500) м. В последнее время вследствие сбора в лечебных целях заметно уменьшилась численность рододендрона на территории Хорватии.

## Ареал
Рододендрон жёстковолосистый произрастает в горах Центральной Европы, отмечен в Центральных Альпах Германии, Франции, Швейцарии и Австрии, Доломитах Италии, а также в горах Словении и Хорватии.

## В культуре
Рододендрон жёстковолосистый — первый вид рода, выращиваемый в качестве декоративного растения. Он был введён в культуру Джоном Традескантом около 1656 года.
Садовая форма с махровыми цветками именуется Rhododendron hirsutum 'Flore Pleno'. Искусственный гибрид Rhododendron hirsutum × Rhododendron minus назван Rhododendron 'Myrtifolium'.
В условиях Нижегородской области зимостоек при наличии высокого снежного покрова. Цвел в июле, плодоносил. В настоящее время в коллекции отсутствует.

## Таксономия
Гибриды, образующиеся в местах пересечения ареалов рододендронов жёстковолосистого и ржавого, получили название Rhododendron ×intermedium Tausch, 1836 [syn.  Rhododendron ×ferrugineo-hirsutum F.W.Schultz, 1850].

### Синонимы
- Azalea hirsuta (L.) Kuntze, 1891
- Chamaerhododendron hirsutum (L.) Bubani, 1899